# Гавриил (протопоп Софийского собора)
Гавриил — протопоп Софийского собора в городе Новгороде, еретик; осужден собором 1491 года.
В середине XIII века, ересь жидовствующих, последователем которой был и Гавриил, особенно сильно развилась в Новгороде, где этому способствовало церковное неустройство и независимость от центральной власти духовенства. Родоначальником этой ереси, по словам летописцев, был еврей Схария, приехавший в 1471 году в Новгород и совративший некоторых духовных лиц, между которыми был и Гавриил. Ересь перешла в Москву и нашла себе здесь покровителя в лице самого великого князя.
Стараниями архиепископа Новгородского Геннадия был созван собор 1488 года, на котором было положено нераскаянных еретиков казнить «градскою казнью». На защиту еретиков выступил митрополит Московский Зосима, и борьба возгорелась с новой силой.
В 1491 году Геннадий добился созыва второго собора относительно еретиков. Были допрошены новгородские беглецы, еретики Гавриил-протопоп, дьяк Гридя Борисоглебский и др. После непродолжительного запирательства виновные, уличенные своими же прежними показаниями, сознались в проповедничестве ереси, а архиепископ Геннадий так ярко набросал пагубную картину этого вероучения, что с ним не мог не согласиться и митрополит Зосима. По постановлению собора главнейшие еретики из духовенства были преданы проклятию и приговорены к заточению. По повелению великого князя некоторые из них (среди них и протопоп Гавриил) были отправлены для наказания в Новгород. Геннадий велел «за 40 поприщ» до города посадить их на коней, лицом к хвосту и с вывороченной наизнанку одеждой, берестовыми шлемами, мочальными кистями и с соломенными венцами с надписью: «се есть сатанино воинство», возить их по улицам города. Встречающие плевали им в лицо и восклицали: «се враги Божии, хульники Христа». Под конец на преступниках же были сожжены их берестовые шлемы. Борьба с еретиками после этого продолжалась еще долго, но в этой дальнейшей борьбе имя Гавриила уже не встречается.